# Línea 27 (Córdoba)
La Línea 27 es una línea de transporte urbano de pasajeros de la ciudad de Córdoba, Argentina. El servicio está actualmente operado por la empresa TAMSE.
Anteriormente el servicio de la línea 27 era denominada como A7 desde 2002 por la empresa Ciudad de Córdoba, hasta que el 1 de marzo de 2014, por la implementación del nuevo sistema de transporte público, la A7 se fusiona como 27 operada por la misma empresa, hasta el 31 de julio del mismo año, ciudad de córdoba deja de prestar servicio y los corredores 2 y 7 pasan a manos de ERSA Urbano donde esta operó hasta el 1º de marzo de 2024 cuando TAMSE se hizo cargo de los corredores 2, 5 y 7, y el 26 de julio de 2024, comenzó a operar a la línea junto a la 20 y 25 actualmente.

## Recorrido
De B° Ampliación San Pablo a B° Sol Naciente.
 Servicio diurno.
IDA:  Del Predio de Asociación Japonesa – Calle Publica 1 – Colectora – Ferreyra de Roca – Armando Sica – Juan Gómez Molina – Onofrio Palamara – Calle Publica 5 – Celso Barrios – Guasapampa – Calmayo – Caminiaga – Pampayasta – Soconcho – Carlos Paz – Pigué – Caminiaga – Av. Baradero – Av. Bernardo O’Higgins – Av. Madrid – Dr. Ricardo Lutti – Av. Revolución de Mayo – Bajada Pucara – Av. Amadeo Sabattini – Bv. Arturo Illia – Bv San Juan – Mariano Moreno – Rodríguez Peña – Av. Colón – Av. Santa Fé – Av. Castro Barros – Av. Monseñor Pablo Cabrera – Padre Grenon – Zapican – Cristóbal Hicken – Francisco Drummond – Concepción del Bermejo – Benito Quinquela Martín – Manuel Cardeñosa – Manuel López – Av. La Cordillera – Colectora – Av. Padre Claret – Bv. Los Alemanes – Jorge Delpech – Álvarez de Toledo – Jonás Larguia – Juan Gálvez – Puente – Juan Gálvez – Raúl Riganti – Fermín Martín – Principal – Fermín Martin – Adriano Malusardi – Osvaldo Permigiani – Antonio Lizeviche – (Aprox. 300 metros) – Pública 500 m – hasta calle José Ramonda.
REGRESO: De Calle José Ramonda – por ésta – Pública 500 m – Antonio Lizeviche – Osvaldo Permigiani – Adriano Melusardi – Fermín Martín – Principal – Fermín Martin – Raúl Riganti – Juan Gálvez – Puente – Juan Gálvez – Jonás Larguia – Juan Abella – Ing. Taravella – Bv. Los Alemanes – Av. Padre Claret – Cruce Av. Circunvalación – Juan Perazo – Leopoldo Buteler – Manuel Cardeñosa – Juan de Rivadeneyra – Gral. Manuel Oribe – Av. Monseñor Pablo Cabrera – Av. Castro Barros – Av. Santa Fé – Av. Colón – Av. Emilio Olmos – Salta – Obispo Salguero – Bv. Arturo Illia – Av. Amadeo Sabattini – Revolución de Mayo – Av. Madrid – Av. Bernardo O’Higgins – Av. Baradero – Altautina – Olimpia – Cerro Colorado – Los Hornillos – Carlos Paz – Calmayo – Carlos Paz – Celso Barrios – Calle Pública 5 – Onofrio Palamara – Juan Gomez Molina – Armando Sica – Ferreyra de Roca – Colectora – Calle Pública 1 – Predio de Asociación Japonesa.